# 听觉性语言中枢
听觉性语言中枢是语言中枢的一部分，位于颞上回后部的韋尼克區（22区）。
此中枢的功能是调整自己的语言和听取、理解别人的语言。
此中枢受损后，会产生感觉性失语症。